# Efecte Otel·lo

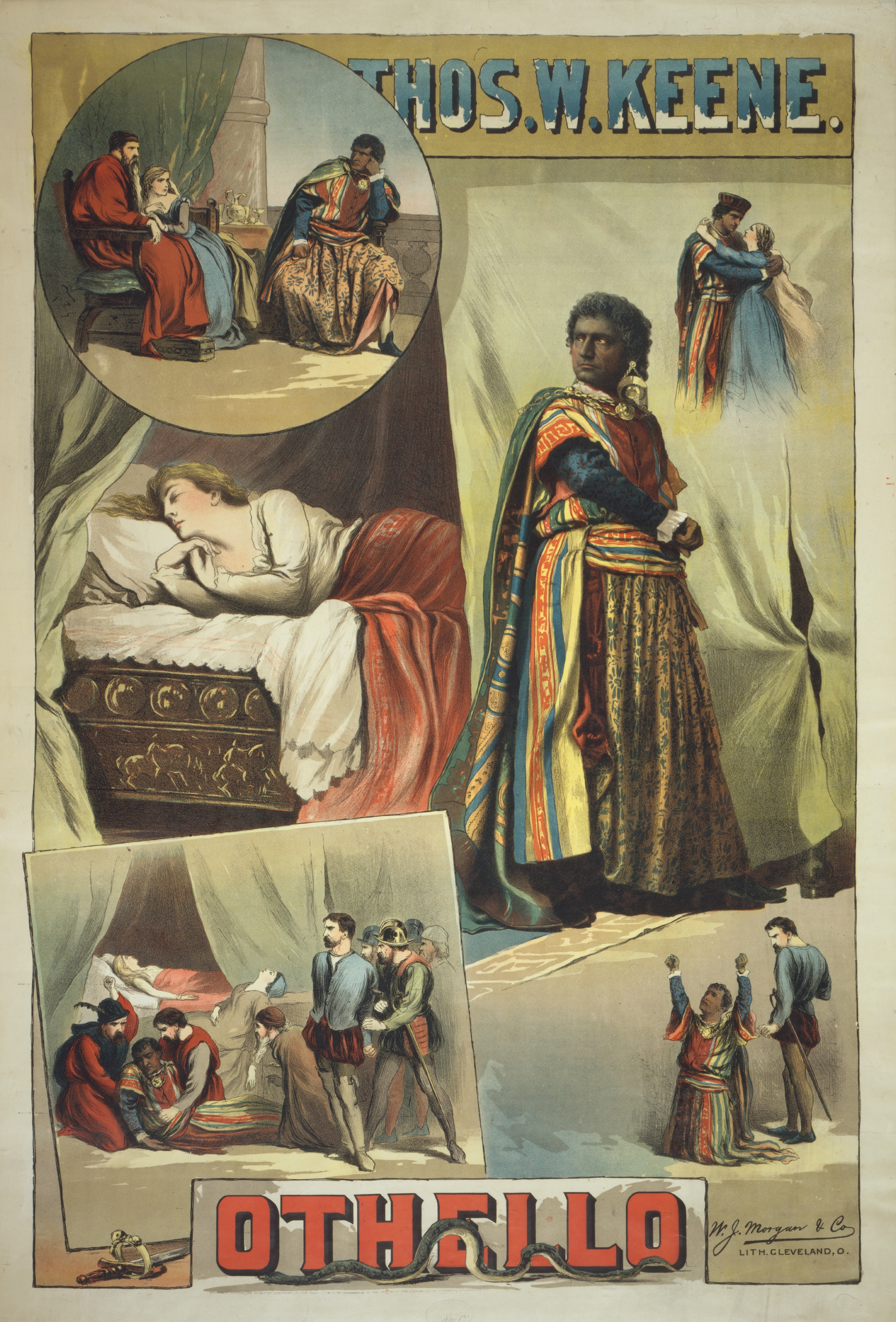
Obra de Shakespeare que inspirà el nom

L'efecte Otel·lo, o també error Otel·lo, es produeix quan un observador sospitós no té en compte certs signes de veracitat del subjecte sota observació. Essencialment, es produeix l'error d'Otel·lo, afirma Paul Ekman, "quan L'expert en detecció de mentides no té en compte que una persona veraç, que està sota estrès, pot semblar que estigui mentint", els seus signes no verbals expressen la seva preocupació per la possibilitat que no el creguin. Un detector de mentides o polígraf es pot equivocar de la mateixa manera, interpretant malament els senyals nerviosos d'una persona que està dient la veritat. L'error rep el nom de l'obra tràgica Otel·lo de William Shakespeare ; la dinàmica entre els dos personatges principals, Otel·lo i Desdèmona, que són un exemple especialment conegut d'aquest error en la pràctica del polígraf.

## Història
La frase efecte Otel·lo es va utilitzar per primera vegada al llibre Telling Lies de Paul Ekman l'any 1985. El nom va ser encunyat a partir de l'obra de Shakespeare Otel·lo, que proporciona un "exemple excel·lent i famós" del que pot passar quan la por i l'angoixa en un enfrontament no són causats pel fet de mentir. A l'obra, Otel·lo creu falsament que la seva dona, Desdèmona, l'ha estat enganyant amb un altre home. Quan s'enfronta, plora i ho nega, alhora conscient que la seva mirada serà presa com a prova de culpabilitat pel seu marit gelós. Veient l'angoixa emocional de la seva dona, Otel·lo ignora les explicacions alternatives i innocents —com la possibilitat que ella no estimés a cap altre— i la mata, ja que els seus prejudicis esbiaixen la seva observació i, per tant, el seu judici sobre la realitat.
Otel·lo va cometre l'error de creure que entenia l'origen de l'angoixa de Desdèmona. Va suposar, quan es van enfrontar, que els sanglots de la seva dona eren un signe de culpabilitat; no va entendre que el seu dolor no estava causat pel fet de ser culpable, sinó per la certesa de que no hi havia manera de convèncer el seu marit de la seva innocència.

## Teoria de l'engany interpersonal
La teoria de l'engany interpersonal és l'engany fonamental que es pot produir entre dues (o més) persones cara a cara, i és el que impulsa l'efecte Otel·lo. David Buller i Judee Burgoon van encunyar aquesta teoria després de 25 experiments en què demanarien a un participant que intentés enganyar un altre. Van concloure que la gent sovint diu coses que no són veritat "Per evitar ferir o ofendre una altra persona, per emfatitzar les seves millors qualitats, per evitar entrar en un conflicte o per accelerar o frenar una relació". Seguint l'exemple d'altres que estudien l'engany verbal, Buller i Burgoon etiqueten aquestes tres estratègies com a falsificació, ocultació i equívoc. Els tres es diferencien en el fet que la falsificació crea una ficció, l'ocultació amaga un secret i l'equívoc esquiva el problema, però tots tres són tipus d'engany.
Buller i Burgoon pensen que l'efecte Otel·lo és típic de la majoria de les interaccions on l'honestedat és un problema. La seva teoria explica per què la detecció de l'engany (i la detecció de la veritat) és un negoci al·lucinant. Es podia creure que algú mentia quan no ho era, o es podia creure les seves mentides quan estaven fent engany.

## Post-11S
L'error es va estudiar més àmpliament després de l'11-S Molts funcionaris de la llei estaven en alerta per a futurs atacs i s'apuntaven ràpidament a persones d'aspecte "sospitós". El procés per determinar qui era un potencial sospitós va ser el " Facial Action Coding System " que és un sistema per taxonomitzar els moviments facials humans segons la seva aparença a la cara, basat en un sistema desenvolupat originalment per un anatomista suec anomenat Carl-Herman. Hjortsjö. Posteriorment va ser adoptat per Paul Ekman i Wallace V. Friesen, i publicat el 1978. Tanmateix, en una situació en què no només les forces de l'ordre, sinó també el públic en general estan ansiós i assídus, la possibilitat que els errors d'Otel·lo s'introdueixin al món real és alt. En una revisió d'aquestes pràctiques per part de Lenese Herbert, s'afirma que l'examen visual invasiu de cares i expressions facials amb finalitats d'aplicació de la llei sota l'aparença de cerques administratives protectores protegeix de manera ineficaç la seguretat nacional i aeroportuària i viola les expectatives raonables de privadesa. FACS proporciona indegudament una activitat governamental no raonable amb un imprimatur científic legitimador que amaga els prejudicis basats en la raça i l'ètnia dels agents governamentals, la qual cosa porta a apuntar a les cares de les minories com a presagi de perill."

## Detectors de mentides
Els detectors de mentides utilitzen tècniques d'interrogació juntament amb la tecnologia per mesurar les respostes humanes a aquests estímuls, per intentar determinar si aquesta persona menteix o dient la veritat. La mesura més antiga i encara més utilitzada és la prova del polígraf. Un polígraf, conegut popularment com a detector de mentides, mesura i registra diversos índexs fisiològics com la pressió arterial, el pols, la respiració i la conductivitat de la pell mentre es pregunta al subjecte i respon a una sèrie de preguntes. Actualment, el polígraf s'utilitza a 19 estats dels EUA. L'ús del polígraf en el testimoni judicial continua sent controvertit i cap jutge pot obligar un testimoni a passar amb la prova, tot i que s'utilitza àmpliament en la supervisió posterior a la condemna, especialment dels delinqüents sexuals. La raó per la qual la prova és controvertida, i la raó per la qual les proves del detector de mentides són fonamentalment defectuoses, és l'efecte Otel·lo: un subjecte especialment emocional, enutjat o angoixat produeix resultats similars a un suposat mentider. Ekman's Telling lies té un capítol dedicat a l'ús del polígraf, en el qual discuteix l'element de "por" i afirma: "La gravetat del càstig influirà en la por de la persona veraç a ser jutjada malament tant com en la por de la persona mentidera a ser detectats, tots dos pateixen les mateixes conseqüències".
Els intents de superar-ho, com ara la tècnica de comparació Matte-Quadri que té en compte en el sistema la por del terror de l'examen innocent i quantifica els resultats, per tant abordant les respostes fisiològiques produïdes per aquesta emoció, s'han rebut amb escepticisme.

## Solucions potencials
L'expert en detecció de mentides ha de fer un esforç per considerar la possibilitat que un signe d'emoció no sigui una pista d'engany, sinó una pista de com se sent una persona veraç quan se la sospita que menteix Quan s'analitza el llenguatge corporal d'un persona, s'ha d'esbrinar si el signe d'emoció captat és la por de ser atrapat mentint o la por de ser acusat falsament i jutjat negativament. L'expert en detecció de mentides ha d'estimar tant les emocions que experimentarà un sospitós si està mentint, com també, de la mà, si són sincers. De la mateixa manera que no tots els mentiders tindran tots els sentiments possibles sobre la mentida, no totes les persones verídiques tindran tots els sentiments d'estar sota sospita.
Això és difícil i requereix que L'expert en detecció de mentides tingui coneixements previs sobre el sospitós i les emocions que transmet sota diferents tipus de coacció. L'expert en detecció de mentides ha de conèixer les característiques emocionals del sospitós per tal que sigui conscient de quines emocions transmet quan se sospita d'haver fet malament, en comparació amb quan realment ho ha fet malament. És probable que no tothom se senti espantat, culpable, enfadat, etc. quan sàpiga que se'ls sospita d'haver fet mal o mentir. Depèn en part de la personalitat del sospitós.